# Godina za pamćenje
Godina za pamćenje je hrvatska televizijska igra koja svaku emisiju gledatelje vraća u određenu godinu iz prošlosti. Voditelji, kapetani, gosti i publika odjeveni su po modi koja je vladala te godine, ujedno i studio je preuređen sa motivima vladajuće godine. Dva tima koja svaku emisiju čine različite gošće koje su u to vrijeme (godina koja se obrađuje) stvarale, vode dva kapetana Robert Ferlin i Mario Battifiaca, koja odgovaraju na pitanja voditeljice Daniele Trbović. Uz sve to emisiju upotpunjuju stare snimke iz arhive tih godina. Emisija je hrvatska inačica nizozemske emisije "Oh, wat een jaar!" koja se prikazuje od 2017. godine. Emisija je trebala krenuti sa prikazivanjem na Prvom program HRT-a, 22. studenoga, ali je krenula 31. prosinca 2023.

## Pravila
Ekipe čine osobe iz javnog života koje odgovaraju na pitanja iz kategorije glazbe, televizije, filmova, svjetskih vijesti, izuma i ostalih kategorija koja su obilježila godinu u kojoj je smještena epizoda.
Igra se šest igara, nakon kojih slijedi završna igra "Kokice" u kojoj svi sjede u naslonjačima i imaju kokice koje u slučaju netočnog odgovora puknu. Publika bira tim za koji će navijati, i sav osvojeni novac pobjedničke ekipe dijeli se ravnomjerno njezinoj publici.

## Pregled epizoda
Svaku epizodu koja obrađuje drugačiju godinu, čini različite gošće koje su u to vrijeme, stvarale pa se mogu prisjetiti svojih uspjeha ili gost u toj godini koja se obrađuje može imati najmanje 10 godina.
| Sezona | Sezona | Epizode | Epizode | Originalno emitiranje | Originalno emitiranje |
| Sezona | Sezona | Epizode | Epizode | Premijera             | Finale                |
| ------ | ------ | ------- | ------- | --------------------- | --------------------- |
|        | 1.     | 8       | 8       | 31. prosinca 2023.    | 18. veljače 2024.     |
|        | 2.     | 6       | 6       | 13. studenoga 2024.   | 18. prosinca 2024.    |

### Prva sezona (2023./24.)
| Epizoda | Godina | Tim Battifiaca   | Osvojeni novac | Tim Ferlin            | Osvojeni novac | Poseban gost          |
| ------- | ------ | ---------------- | -------------- | --------------------- | -------------- | --------------------- |
| 1.      | 2000.  | Ivan Dečak       | 4 186 €        | Dražen Turina Šajeta  | 2 276 €        | Vanja Švajcer         |
| 2.      | 1979.  | Almira Osmanović | 3 162 €        | Otokar Levaj          | 3 200 €        | Željko Tutnjević      |
| 3.      | 1962.  | Stephan Lupino   | 2 306 €        | Drago Diklić          | 3 756 €        | Romana Milutin Fabris |
| 4.      | 1983.  | Sanja Doležal    | 3 406 €        | Edi Maružin           | 2 806 €        | Tomislav Rešetar      |
| 5.      | 1996.  | Dubravko Šimenc  | 2 686 €        | Sandra Bagarić        | 3 726 €        | Milan Grabovac        |
| 6.      | 1974.  | Slavko Cvitković | 2 151 €        | Zdenka Kovačiček      | 4 211 €        | Tomislav Markt        |
| 7.      | 1987.  | Dino Rađa        | 2 806 €        | Anja Šovagović-Despot | 3 406 €        | Sanja Vermezović      |
| 8.      | 1968.  | Nataša Bebić     | 4 881 €        | Matija Vuica          | 1 131 €        | Biserka Spevec        |

### Druga sezona (2024.)
| Epizoda | Godina | Tim Battifiaca    | Osvojeni novac | Tim Ferlin     | Osvojeni novac | Poseban gost               |
| ------- | ------ | ----------------- | -------------- | -------------- | -------------- | -------------------------- |
| 1.      | 1976.  | Goran Grgić       | 2 650 €        | Sanja Pilić    | 3 662 €        | Gordana Inkret Subotičanec |
| 2.      | 1998.  | Jelena Miholjević | 2 102 €        | Vedran Mlikota | 4 010 €        | Ana Kelin                  |
| 3.      | 1967.  | Jasna Zlokić      | 2 286 €        | Jurica Pađen   | 3 826 €        | Branko Gračanin            |
| 4.      | 1982.  | Vlado Šola        | 1 832 €        | Niko Pulić     | 4 280 €        | Grozdan Host               |
| 5.      | 1970.  |                   |                |                |                |                            |
| 6.      | 1989.  |                   |                |                |                |                            |

## Inačice u drugim zemljama
| Zemlja               | Naziv             | TV kuća | Sezone | Datum prikazivanja                |
| -------------------- | ----------------- | ------- | ------ | --------------------------------- |
| Nizozemska (izvorno) | Oh, wat een jaar! | RTL 4   | 6      | 14. listopada 2017. – još traje   |
| Belgija              | Wat een Jaar!     | VTM     | 3      | 8. rujna 2018. – još traje        |
| Njemačka             | Was für ein Jahr! | Sat.1   | 1      | 1. ožujka – 28. prosinca 2019.    |
| Poljska              | To był rok!       | TVP 1   | 3      | 8. ožujka 2019. – 6. lipnja 2021. |

## Vanjske poveznice
- Službena stranica na HRT-u